# Бабенко Ернст Михайлович
Ернст Михайлович Бабéнко (біл. Эрнст Міхайлавіч Бабéнка; нар. 21 жовтня 1937, г.п. Плещеніци, Логойський район, Мінська область) — білоруський вчений-хімік, ректор Новополоцького політехнічного інституту (1974—1976, 1987—1993) і Полоцького державного університету (1993—2003). Доктор технічних наук (1989), професор (1991). Дійсний член Білоруської академії освіти, Міжнародної і Білоруської інженерних академій.

## Біографія
Народився 21 жовтня 1937 року в міському селищі Плещеніци Логойського району Мінської області в родині службовців. У 1954 році з відзнакою закінчив середню школу № 2 міста Молодечно.
1954—1959 — студент Московського хіміко-технологічного інституту ім. Д. І. Менделєєва.
1959—1962 — машиніст газонаддувкі, начальник зміни, заступник начальника пекококсового цеху Челябінського металургійного заводу.
1962—1968 працював старшим науковим співробітником, керівником групи, начальником лабораторії, начальником відділу технологічних лабораторій Державного науково-дослідного інституту електродної промисловості (м Челябінськ). Підготовлена і захищена в МХТИ кандидатська дисертація (1967).
1968—1970 — старший викладач, доцент, завідувач кафедри Новополоцької філії Білоруського технологічного інституту.
1970—1973 — директор Новополоцької філії БТІ.
1974—1976 — ректор Новополоцького політехнічного інституту..
1976—1985 — директор Державного науково-дослідного і проектно-конструкторського інституту електродної промисловості Міністерства кольорової металургії СРСР (м. Москва). За безпосередньої участі Э. М. Бабенка були розроблені ефективні способи отримання кам'яновугільних пеків, вуглецевих волокон і цілого ряду композиційних матеріалів, які знайшли своє застосування в оборонній промисловості, зокрема, космічної та авіаційної, і були висвітлені в докторській дисертації (1988).
1985—1987 — заступник генерального директора з науки і нової техніки Всесоюзного об'єднання «Союзуглерод» Міністерства кольорової металургії СРСР (м. Москва). З початком перебудови центральні органи управління поступово втрачають вплив на економічне життя країни. Е. М. Бабенко приймає пропозицію Міністра вищої і середньої освіти БССР М. М. Мєшкова і повертається в Новополоцьк.
1987—1993 працює ректором Новополоцького політехнічного інституту, а після його перетворення (Наказ Міністерства освіти РБ № 115-к від 8.10.1993 р.) очолює в 1993—2003 роках Полоцький державний університет.
Завдяки зусиллям Е. М. Бабенка в 2003 році Полоцькому державному університету був переданий комплекс будівель Полоцького єзуїтського колегіуму, який включений до Державного список історико-культурних цінностей Республіки Білорусь як унікальний пам'ятник архітектури міжнародного значення.
2003—2016 — професор кафедри хімії і технології переробки нафти і газу Полоцького державного університету.

## Наукова діяльність
Е. М. Бабенко займається вивченням рідких і твердих продуктів кам'яновугільного походження. Брав участь розробці ефективних способів отримання кам'яновугільних пеків, вуглецевих волокон і цілого ряду композиційних матеріалів, які знайшли своє застосування в оборонній промисловості, зокрема, космічної та авіаційної.
Під керівництвом Е. М. Бабенка співробітниками кафедри хімічної технології палива та вуглецевих матеріалів Полоцького державного університету був виконаний ряд робіт для промисловості, більшість з яких пов'язана з розробкою технологій і технічних рішень виробництва пеків з залишкових продуктів нафтопереробки, отримання бітумів і композиційних матеріалів, що містять бітум.

## Громадська діяльність
- Депутат Новополоцької міської Ради народних депутатів
- Депутат Челябінської міської Ради народних депутатів
- Депутат Вітебської обласної Ради народних депутатів
- Член комісії з науково-технічної політики при Раді Міністрів Республіки Білорусь

## Нагороди і премії
- Орден Дружби народів (1981)
- Медаль «Ветеран праці» (1985)
- Заслужений працівник народної освіти (1994)
- Орден Пошани (2002)
- Почесний громадянин міст Новополоцька (1998) і Полоцька (2015) [Архівовано 13 серпня 2018 у Wayback Machine.]